# 조흔 (군위)
조흔(趙訢, ? ~ ?)은 전한 말기의 관료이자, 외척으로, 자는 군위(君偉)이다. 소의 조씨의 오라비이다.

## 행적
원연 원년(기원전 12년), 아버지 조림의 뒤를 이어 성양후(成陽侯)에 봉해졌다.
수화 2년(기원전 7년), 조씨와 함께 잠자리를 치른 성제가 옷을 입으려다가 갑자기 죽었다. 조씨 때문에 성제가 죽었다는 소문이 돌아 조씨는 스스로 목숨을 끊었고, 이듬해에 조흔은 조흠과 함께 관작을 빼앗기고 요서로 유배되었다.

## 출전
- 반고, 《한서》
  - 권11 애제기
  - 권18 외척은택후표
  - 권19하 백관공경표 下

| 전임 순우장 | 전한의 위위 기원전 8년 | 후임 조현 |

| 선대 조림 | 전한의 성양후 기원전 12년 ~ 기원전 6년 | 후대 (6년 후) 유중 |